# 아프라골라
아프라고라(이탈리아어: Afragola)는 이탈리아 캄파니아주의 나폴리현에 있는 코무네다. 이탈리아에서 큰 도시 100순위 중 하나에 속한다.